# 日本遺產
日本遺產（日语：／ Nihonisan */?）是由日本文化廳推動的文化資產綜合開發和利用項目，通過將日本各地的日本文化財重新包裝成一個故事來推廣該地區的歷史或文化傳承，從而達至振興當地的效果，截至2020年度為止的認定數目是104項。

## 目的與執行方式
為了善加利用日本的文化財，振興傳統文化，文化廳因此設置「日本遺產」計畫。此計畫將散落各地、有形和無形的文化資產，根據它們的歷史背景、各地區風土民情，以及代代相傳的習俗等，串連成完整的故事。一項日本遺產代表一個完整的歷史、文化故事與相對應的文化財。除了可以讓各地區的文化資產得以有系統的綜合開發和利用，並藉由向國內、國際宣傳入選日本遺產的項目，強化各地居民對於當地文化資產的認同，並發展觀光產業。讓各地區得以藉此振興經濟，並用新獲得的資源強化人力資源開發、環境改善，形成正向循環。
日本遺產計畫與文化廳過去的文化財保護工作相比，過去的計畫包括國寶、重要文化財、無形文化財、民俗文化財等，著重在個別項目的保存；日本遺產則重視文化財的整合與利用。
文化廳將持續推廣「日本遺產」品牌，希望有朝一日能向世界遗产看齊，成為旅遊的金字招牌。為此，將利用各種方式，國內部分包括將日本遺產內容引入學校教育與終身學習課程；國外部份包括利用各姊妹市、海外辦事處等管道，將各種資料翻譯成英文、中文、韓文等，以便有效與各國交流。利用各種方式推廣交流，以擴大日本遺產的品牌知名度與影響力。

## 條件
日本遺產一般由市町村通過所屬的都道府縣教育委員會向文化廳提交申請，也可以由多個市町村聯名申請，如果各市町村均在同一都道府縣內的話，可以改由該都道府縣負責申請。如果僅單一市町村的話則需要已經制定歷史文化基本構想或歷史的風致維持向上計劃，又或是市町村範圍內有記載於世界文化遺產或其暫定名單內的文化遺產才能夠申請，也至少要包含一項由日本國指定或選定的文化財，同時也可以涵蓋未指定的文化財。每年由文化廳向都道府縣教育委員會收集申請，並且在由文化人組成的委員會得出審查結果後，由文化廳決定是否認定。
審查標準有三項，首先是該地區是否具備明顯的歷史特徵和特色，同時又能充分展現日本的魅力，具體以是否有趣、嶄新、易於理解、稀有和獨特來作判斷。其次，能夠提出通過日本遺產來實踐地域振興的具體方法。其三，是否已經形成向日本國內外推廣的準備等以日本遺產來推進地域振興的體制。
| 年度   | 委員長   | 委員 |
| ------ | -------- | --- |
| 2015年 | 稻葉信子 | 小山薰堂、里中滿智子、下村彰男、丁野朗、大衛·阿特金森                                                           |
| 2016年 | 稻葉信子 | 小山薰堂、里中滿智子、下村彰男、丁野朗、大衛·阿特金森                                                           |
| 2017年 | 稻葉信子 | 小山薰堂、里中滿智子、下村彰男、田村明比古、丁野朗、大衛·阿特金森、廣瀨和雄                                     |
| 2018年 | 下村彰男 | 稻葉信子、羅伯特·坎貝爾、小山薰堂、里中滿智子、田村明比古、丁野朗、大衛·阿特金森、廣瀨和雄、山田拓              |
| 2019年 | 下村彰男 | 大衛·阿特金森、稻葉信子、小山薰堂、里中滿智子、田端浩、丁野朗、廣瀨和雄、山田拓、梅麗莎·林尼                    |
| 2020年 | 下村彰男 | 大衛·阿特金森、稻葉信子、小山薰堂、里中滿智子、田端浩、丁野朗、廣瀨和雄、山田拓、梅麗莎·林尼                    |
| 2021年 | —        | 大衛·阿特金森、稻葉信子、受田浩之、金野幸雄、小山薰堂、里中滿智子、下村彰男、高井晴彥、丁野朗、廣瀨和雄、山田拓 |

## 歷史
2015年4月24日，文化廳在83項申請中，認定其中18項為日本遺產，並且打算在2020年為止將認定項目增加至約100項。2016年4月20日，在67項申請中，有19項獲認定為日本遺產，同年11月4日，武井咲、Kyary Pamyu Pamyu、松井秀喜、馬蒂·弗里德曼、三國清三、村田吉弘和中村時藏就任日本遺產大使，協助推廣日本遺產，11月13日，以日本遺產為題的電視節目《日本遺產》在BS-TBS首播，首位旁白是草刈正雄，後為高島禮子。2017年4月28日，在79項申請中，有17項獲認定為日本遺產，同年12月，以日本遺產為題的電視節目《彩 ～日本遺產～》首播，首位旁白是上白石萌音，後為福本莉子。2018年5月24日，在76項申請中，13項獲認定為日本遺產，同年10月7日，以日本遺產為題的電視節目《Jyonnobi日本遺產》首播。
2019年5月20日，在72項申請中，有16項獲認為日本遺產，同月娜塔莉·埃蒙斯就任日本遺產大使。同年12月13日宣佈將2月13日定為日本遺產之日，這是由於2月是挑選黃金週或暑假旅遊目的地時宣傳效果較高的時期，再加上2的讀音在日語與的相同，13日也是源於同樣理由，取自的日語讀音，同時也宣佈2020年度以後不會再接受新申請。2020年2月13日，EXILE ÜSA、大倉正之助和搞笑團體騎士就任為日本遺產大使。同年6月19日，在69項申請中，有21項獲認定為日本遺產。
2020年12月25日，由大衛·阿特金森、受田浩之、金野幸雄、下村彰男、丁野朗、高井晴彥和矢崎紀子組成日本遺產跟進委員會，將日本遺產中訪日外國人到訪意欲或潛力較高的地區定為重點支援地區，同時引入取消認定和候補地區制度。2021年2月9日，文化廳宣佈開始募集候補地區，最終接獲20項申請，並且在7月16日認定其中3項為候補地區，同時在2015年入選的18項日本遺產中，有14項維持認定，其中4項選定為重點支援地區，另外4項則需要再度審查。2022年1月14日，需要再度審查的4項日本遺產獲有條件維持，三年內仍然未能改善的話可能被取消認定，由候補地區補上。2022年7月29日，文化廳雖然接獲3項關於候補地區的申請，但是均沒有作出認定，同時在2016年入選的19項日本遺產中，有16項維持認定，其中3項選定為重點支援地區，另外3項則需要再度審查。

## 外部連結
- . 日本遺產.   [2022-11-04]. （原始内容存档于2023-03-16） （日语）.
- . 文化廳.   [2022-11-04]. （原始内容存档于2023-03-17） （日语）.